# Donat (biskup Besançon)
Donat, biskup Besançon (ur. ok. 594, zm. ok. 660) – syn księcia Burgundii,  wychowanek benedyktyńskiego klasztoru św. Kolumbana, zakonnik i biskup Besançon, święty Kościoła katolickiego.
Pochodził z obszaru pomiędzy Alpami a Jurą. Jego rodzicami byli Waldelenus (Wandalens) i Flavia. Małżeństwo długo było bezdzietne. Dzięki wstawiennictwu Kolumbana Donat urodził się, a w wieku ośmiu lat, jako podziękowanie, powierzono go Bogu oddając go opiece klasztornej w Luxeuil pod  kierownictwem św. Kolumbana. W 624 Donat został biskupem archidiecezji Besançon. Uczestniczył w synodach w Reims (625) i Clichy (627). Do Besançon sprowadził mnichów z opactwa Luxeuil, założonego przez św. Kolumbana (585-590) dla których to irlandzki mnich napisał regułę Regula monachorum i wykaz kar za przestępstwa klasztorne Regula coenobialis. Po śmierci fundatora (615) kontrowersje co do iryjskiego spojrzenia na katolicyzm wzięły górę i Donat zaczął łagodzić regułę zakonną stworzoną przez irlandzkiego mnicha. Napisał nową regułę Commonitorium ad fratres, z widoczną nutą reguły św. Kolumbana, oraz regułę dla mniszek Regula ad virgines; była ona zbiorem reguł benedyktyńskiej i  kolumbiańskiej oraz ustaw Cezarego z Arles (zm. 542).
Donat, biskup Besançon zmarł po 657 a przed 660 rokiem.
Jego wspomnienie liturgiczne w Kościele katolickim obchodzone jest 7 sierpnia. Spotkać można również obchody 7 i 22 lipca.